# Banda Arkángel R-15
La Banda Arkángel R-15 es una technobanda mexicana originaria de la ciudad de Las Varas, Nayarit, México fundada en el año 1992, y considerada como una de las principales agrupaciones con mayor éxito en su género, con éxitos como Bailame Quebradito, La Quebradita, Goza mi cumbia, El Brinque y Brinque entre muchos otros, y dicen que supuestamente son de Tepic, Nayarit.
Es llamada la Mera Mera, el título que se han ganado a través de los años al consolidarse como una de las agrupaciones en el gusto el público por más de 15 años.

## Miembros
- Jesús “Chuy” Navarro Bajo y Primera voz
- Juan Carlos Delgadillo Segunda voz
- Héctor Espinoza  Guitarra
- Antonio Aranda Batería
- José Valentín  Teclados
- Hilario Ortega  Trompeta
- Antonio Palomera Trompeta
- José Luis López Trompeta
- "' Andrés Rodríguez "' Teclados
- "'Guillermo Rodríguez"' Trombón